# Microdontomerus anthonomi
Microdontomerus anthonomi is een vliesvleugelig insect uit de familie Torymidae. De wetenschappelijke naam is voor het eerst geldig gepubliceerd in 1907 door Crawford.